# Visual Test
Visual Test war eine Anwendung von Microsoft, später Rational Software zum automatisierten Testen von Programmen. Mithilfe von Visual Test konnten Skripte in einer eigenen, von BASIC abgeleiteten Programmiersprache entwickelt werden, um diese anschließend ausführen zu können.

## Geschichte
Ursprünglich als interne Anwendung zur Nutzung durch Windows-Entwickler entwickelt, veröffentlichte Microsoft im Jahr 1992 die erste Version unter der Bezeichnung Microsoft Test für Windows 3.0. Im Jahr 1993 folgte Version 2.0 für Windows 3.1. Version 3.0 aus dem Jahr 1994 unterstützte erstmals das Testen von 32-Bit-Anwendungen. Mit Version 4.0 im Jahr 1995 wurde Microsoft Test in Visual Test umbenannt und in die Visual-Studio-Entwicklungsumgebung integriert.
Im Jahr 1996 kündigte Microsoft an, dass Visual Test an das Unternehmen Rational Software verkauft würde. Darauf folgte die Version 6.0, die nun in die anderen Entwicklungswerkzeuge von Rational Software integriert war. Die letzte Version von Visual Test war die Version 6.5, Unterstützung wurde von Rational Software noch bis zum Jahr 2002 angeboten.